# Southern African Clothing and Textile Workers Union
Die Southern African Clothing and Textile Workers’ Union (SACTWU) ist die Gewerkschaft der südafrikanischen Textilarbeiter. In ihr sind auch Beschäftigte aus den Bereichen Groß- und Einzelhandel, der Lederverarbeitung und Schuhherstellung, Wäscherei und chemisches Reinigen, Färberei sowie Landwirtschaft organisiert. Etwa 66 Prozent der Mitglieder sind Frauen.
Im Jahr 1998 rief die Gewerkschaft ein Bildungs- und Informationsprogramm über gesundheitliche Risiken für ihre Mitglieder ins Leben. Im Zentrum dieser Initiative stehen Maßnahmen gegen die HIV-Epidemie im südlichen Afrika. Ferner gibt es Aktivitäten zur Bekämpfung von Tuberkulose und allgemein zur Verbesserung des medizinischen Service durch mobile Angebote in unterversorgten Regionen.
Die SACTWU ist Mitglied des Congress of South African Trade Unions (COSATU).

## Geschichte
Die SACTWU entstand 1989 aufgrund einer Fusion mehrerer Gewerkschaften, darunter der Amalgamated Clothing and Textile Workers Union of South Africa, die der COSATU angehörte und ihrerseits 1987 als Zusammenschluss von Gewerkschaften wie der National Union of Textile Workers gebildet wurde. Die älteste Vorgängergewerkschaft war die 1918 gebildete Witwatersrand Tailors Association, der vor allem Buren angehörten. Die unter anderem daraus entstandene Garment Workers’ Union wurde von 1928 bis 1952 von Solly Sachs angeführt.

## Stipendium
Die Gewerkschaft verwaltet mit dem SACTWU Bursary Fund den größten Stipendienfonds aus dem Kreise der Gewerkschaften Südafrikas. Alle Stipendien aus dieser Quelle sind rückzahlungsfrei. Der Fonds wurde 1975 von Gewerkschaftsmitgliedern zum Zweck der gegenseitigen Hilfe gegründet, um Kindern bessere Chancen im Bereich Bildung und Ausbildung einzuräumen. Das Ziel der Stipendiengewährung besteht in der anteiligen finanziellen Unterstützung für ein Studium an Universitäten, Technikons und anderen Einrichtungen der höheren Bildung. Die Zahlungen werden direkt an die jeweilige Bildungseinrichtung überwiesen, Voraussetzung dafür ist ihre institutionelle Anerkennung durch das National Department of Education.